# Constantino Comneno Ducas

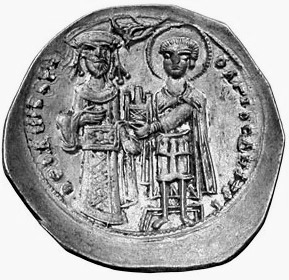
Traqueia escifato de eletro exibindo Teodoro (esquerda) sendo abençoado pelo patrono de Tessalônica, São Demétrio

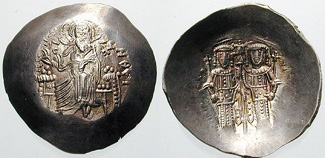
Áspro traqueia de r.

Constantino Comneno Ducas (em grego: Κωνσταντίνος Κομνηνός Δούκας; romaniz.: Konstantínos Komnenós Doúkas; ca. 1172 - após 1242), geralmente chamado somente Constantino Ducas, foi o filho do sebastocrator João Ducas e irmão dos fundadores do Despotado do Epiro, Miguel I (r. 1205–1215) e Teodoro (r. 1216–1230). Ele foi nomeado governador da Acarnânia e Etólia e recebeu o posto de déspota, que manteve até sua morte.

## Biografia
Pouco se sabe sobre sua vida. Ele nasceu ca. 1172, o filho mais novo de João Ducas e sua segunda esposa Zoé Ducena. Ele pode ser identificado com Constantino Ducas, que em 12 de abril de 1204, na véspera da Queda de Constantinopla para a Quarta Cruzada, competiu com Constantino Láscaris pelo trono imperial. Em torno de 1208, acompanhou o deposto imperador Aleixo III Ângelo (r. 1195–1203), que procurou refúgio na corte epirota, para o Sultanato de Rum. De lá, e com apoio turco, Aleixo sem sucesso tentou tomar o Império de Niceia.
De volta ao Epiro, Constantino foi nomeado governador da Acarnânia e Etólia, com Naupacto como sua capital, talvez após a sucessão de Teodoro como governante do Epiro em 1215. Em 1216, acompanhou seu irmão Teodoro em uma campanha contra a Bulgária. O governo de Constantino foi bem-sucedido, com ele recuperando Neopatras e Lâmia de seus governantes latinos,, mas foi arruinado por seus embates com o bispo local, João Apocauco, que protestou seu governo autoritário e exigências de tributos exorbitantes da população. A disputa levou à deposição forçada e exílio de Apocauco em 1220, e foi resolvido apenas em maio de 1221, após um sínodo incluindo representantes de muitas das sés seniores na Grécia e domínios epirotas. Na verdade, as relações entre Constantino e Apocauco tornaram-se cordiais depois, e o bispo até mesmo compôs um encômio em sua honra.
Cerca de 1225, quando Teodoro foi proclamado imperador bizantino em Tessalônica, Constantino e seu outro irmão sobrevivente, Manuel Ducas, recebeu o título de déspota. Suas atividades depois disso são obscuras: provavelmente não participou na desastrosa batalha de Clocotnitsa em 1230, onde Teodoro foi capturado. Ele permaneceu governante da Etólia e Acarnânia, que é devido apenas a uma aliança frouxa com seu irmão Manuel, agora imperador em Tessalônica. Em 1237, apoiou o retorno e Teodoro, libertado do cativeiro búlgaro, para o trono de Tessalônica. Constantino é mencionado pela última vez em 1242, e pode ter morrido logo depois. É incerto se casou ou se teve filhos.